# Distrikt Kosñipata
Der Distrikt Kosñipata liegt in der Provinz Paucartambo in der Region Cusco in Südzentral-Peru. Der Distrikt wurde am 15. Juni 1962 gegründet. Er hat eine Fläche von 3267 km². Beim Zensus 2017 wurden 4872 Einwohner gezählt. Im Jahr 1993 lag die Einwohnerzahl bei 3873, im Jahr 2007 bei 4790. Sitz der Distriktverwaltung ist die auf einer Höhe von 527 m gelegene Kleinstadt Pilcopata (alternative Schreibweise: Pillcopata) mit 2059 Einwohnern (Stand 2017). Pilcopata liegt 50 km nordnordöstlich der Provinzhauptstadt Paucartambo.

## Geographische Lage
Der Distrikt Kosñipata liegt in der peruanischen Ostkordillere im Nordosten der Provinz Paucartambo. Er erstreckt sich über einen Großteil das oberen Einzugsgebietes des Río Alto Madre de Dios. Der Nordwesten des Distrikts liegt innerhalb des Nationalparks Manú. Im äußersten Süden reicht der Distrikt bis zum vergletscherten Gebirgsmassiv des 5522 m hohen Jolljepunco (alternativer Name: Colquepunco)-
Der Distrikt Kosñipata grenzt im Westen an die Distrikte Paucartambo und Challabamba, im Nordwesten an den Distrikt Yanatile (Provinz Calca), im Norden an die Distrikte Manu und Madre de Dios (beide in der Provinz Manu) sowie im Südosten und im Süden an die Distrikte Camanti, Marcapata, Ocongate und Ccarhuayo (alle vier in der Provinz Quispicanchi).

## Ortschaften
Im Distrikt gibt es neben dem Hauptort folgende größere Ortschaften:
- Agua Santa
- Asunción
- Atalaya (229 Einwohner)
- Castilla
- Chontachaca
- Patria (1425 Einwohner)
- Tres Estrellas